# Basse d'Alberti
En musique, la basse d'Alberti est un procédé d'accompagnement d'une mélodie qui consiste en un motif répété, note basse - note haute - note intermédiaire - note haute chacune de même durée. Par exemple :
Le motif forme un accord brisé ou arpégé. Par exemple, l'exemple plus haut est la basse d'Alberti sur un accord de do majeur : do, sol, mi, sol (I-V-III-V). La basse d'Alberti fut particulièrement utilisée pendant la période classique – on peut même la considérer comme un sceau de la musique de cette période. Elle doit son nom à Domenico Alberti (1710–1740), qui fut le premier à l'utiliser[réf. nécessaire] — et qui lui doit l'essentiel de sa notoriété.

## Exemple
Un premier exemple est fourni par le début de la sonate pour piano K.545 de Mozart, ci-dessous :

## Autres exemples
L'emploi le plus fréquent de la basse d'Alberti est dans les œuvres pour le piano, à la main gauche. Mais on peut la trouver à la main droite, par exemple dans la sonate en sol majeur pour violon et piano de Mozart :

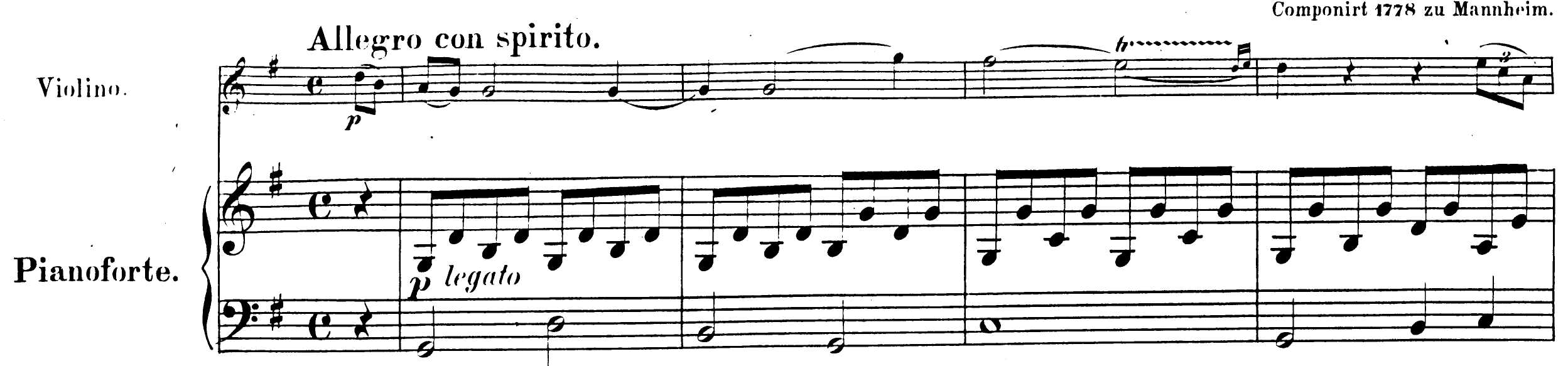
Allegro con spirito

Elle est également employée dans des pièces de harpe et de guitare du début du XIXe siècle notamment dans plusieurs études de Sor (op. 31 n° 17 etc).

On la trouve aussi dans d'autres morceaux pour formation instrumentale :
- Béla Bartók en offre un exemple vers la fin de son Quatuor à cordes no 5.
- Francis Poulenc, au début de sa sonate pour flûte et piano.

## Comparaison
La basse d'Alberti est un procédé rudimentaire par rapport à la basse chiffrée des périodes antérieures et par rapport au contrepoint qui prévalait avant son invention. Elle assure une double fonction : rythmique et harmonique. Elle consacre la primauté de l'écriture harmonique.